# پلینویو (تگزاس)
پلینویو، تگزاس(به انگلیسی: Plainview, Texas) شهری در ایالت تگزاس از ایالات جنوبی ایالات متحده آمریکا است. در سرشماری سال ۲۰۰۰، جمعیت این شهر ۲۲۳۳۶ نفر اعلام شد.